# Gabriel Farfan
Gabriel Farfán Stopani (ur. 23 czerwca 1988 w San Diego) – amerykański piłkarz pochodzenia meksykańskiego występujący na pozycji środkowego pomocnika, obecnie zawodnik Miami FC. Jego brat bliźniak Michael Farfan również jest piłkarzem.

## Kariera klubowa
Farfan urodził się w mieście San Diego w stanie Kalifornia, jednak dorastał w położonej nieopodal mniejszej miejscowości Wildomar. Jego ojciec Luis Farfán, z pochodzenia Meksykanin, był amatorskim piłkarzem. Farfan junior jako nastolatek występował w młodzieżowym zespole La Jolla Nomads, a w latach 2003–2005 terminował w akademii piłkarskiej IMG Soccer Academy w Bradenton na Florydzie. W późniejszym czasie powrócił do rodzinnej Kalifornii, gdzie rozpoczął studia na California State University w Fullerton, występując w tym czasie w uniwersyteckiej drużynie Cal State Fullerton Titans. W międzyczasie reprezentował również barwy lokalnych, czwartoligowych zespołów grających w USL Premier Development League, takich jak Orange County Blue Star, Ventura County Fusion czy Los Angeles Legends. W wieku dwudziestu lat wyjechał do Meksyku, gdzie przez kilkanaście miesięcy trenował w akademii młodzieżowej stołecznej ekipy Club América, lecz nie potrafił się przebić do pierwszego zespołu i występował najwyżej w trzecioligowych rezerwach o nazwie América Coapa.
W marcu 2011 Farfan podpisał profesjonalny kontrakt z występującym z najwyższej klasie rozgrywkowej klubem Philadelphia Union, dołączając do grającego w tym zespole swojego brata bliźniaka Michaela Farfana. W Major League Soccer zadebiutował 19 marca 2011 w wygranym 1:0 spotkaniu z Houston Dynamo i szybko wywalczył sobie miejsce w wyjściowym składzie. Premierowego gola w lidze strzelił 28 maja tego samego roku w wygranej 6:2 konfrontacji z Toronto FC, a ogółem w Union występował przez ponad dwa lata bez większych sukcesów. W maju 2013 przeniósł się do Chivas USA w zamian za możliwość wyboru w pierwszej rundzie MLS SuperDraft. Jego barwy reprezentował przez kilka kolejnych miesięcy jako podstawowy piłkarz, jednak nie potrafił osiągnąć żadnych sukcesów.
Wiosną 2014 Farfan został wypożyczony do meksykańskiej drużyny Chiapas FC z siedzibą w Tuxtla Gutiérrez. W jego barwach 1 marca 2014 w przegranym 0:3 meczu z Leónem zadebiutował w tamtejszej Liga MX, a po upływie pół roku został wykupiony przez władze klubu na stałe. Pierwszą bramkę w lidze meksykańskiej strzelił 1 sierpnia 2015 w wygranym 2:1 pojedynku z Santosem Laguna, jednak w ekipie Chiapas był wyłącznie głębokim rezerwowym. W lutym 2016 został wypożyczony do amerykańskiego drugoligowca New York Cosmos, gdzie pełnił głównie rolę alternatywnego zawodnika, zdobywając z nim wicemistrzostwo fazy wiosennej. Bezpośrednio po tym przeniósł się do innego klubu z North American Soccer League – ekipy Miami FC.
| Sezon     | Klub                    | Kraj              | Rozgrywki                    | Mecze | Bramki |
| --------- | ----------------------- | ----------------- | ---------------------------- | ----- | ------ |
| 2006      | Orange County Blue Star | Stany Zjednoczone | Premier Development League   | 1     | 0      |
| 2007      | Ventura Country Fusion  | Stany Zjednoczone | Premier Development League   | 12    | 3      |
| 2008      | Ventura Country Fusion  | Stany Zjednoczone | Premier Development League   | 8     | 0      |
| 2009      | Los Angeles Legends     | Stany Zjednoczone | Premier Development League   | 9     | 1      |
| 2009/2010 | América Coapa           | Meksyk            | Segunda División             | 9     | 0      |
| 2011      | Philadelphia Union      | Stany Zjednoczone | Major League Soccer          | 23    | 1      |
| 2012      | Philadelphia Union      | Stany Zjednoczone | Major League Soccer          | 23    | 0      |
| 2013      | Philadelphia Union      | Stany Zjednoczone | Major League Soccer          | 6     | 0      |
| 2013      | Chivas USA              | Stany Zjednoczone | Major League Soccer          | 14    | 0      |
| 2013/2014 | Chiapas FC              | Meksyk            | Liga MX                      | 3     | 0      |
| 2014/2015 | Chiapas FC              | Meksyk            | Liga MX                      | 6     | 0      |
| 2015/2016 | Chiapas FC              | Meksyk            | Liga MX                      | 5     | 1      |
| 2016      | New York Cosmos         | Stany Zjednoczone | North American Soccer League | 4     | 1      |
| 2016      | Miami FC                | Stany Zjednoczone | North American Soccer League |       |        |

## Kariera reprezentacyjna
W 2005 roku Farfan został powołany przez szkoleniowca Johna Hackwortha do reprezentacji Stanów Zjednoczonych U-17 na Mistrzostwa Świata U-17 w Peru. Tam pełnił jednak rolę rezerwowego zawodnika i wystąpił w jednym z czterech możliwych meczów, nie wpisując się na listę strzelców. Jego kadra, w której występowali wówczas zawodnicy tacy jak Jozy Altidore czy Neven Subotić, odpadła z młodzieżowego mundialu w ćwierćfinale, po porażce z Holandią (0:2).